# Caterina Gabrielli
Caterina Gabrielli (Roma, Itàlia 1730-1796) fou una cantant italiana.
Era filla d'un cuiner del príncep Gabrielli, que la sentí cantar un dia per casualitat, i admirat per la seva magnífica veu, s'encarregà de la seva educació i li procurà els mestres Francisco García Fajer i Nicola Porpora.
Als 17 anys cantà a Lucca la Sofonisba, de Baldassare Galuppi, i assolí un èxit ressonant, i des de llavors fou sol·licitada pels principals teatres italians. El 1750, Metastasio, que dirigia l'Òpera Imperial de Viena, la contractà per aquest teatre, al qual va pertànyer durant 15 anys, i abandonà la capital de Viena carregada de riqueses, que devia tant als dots artístics com al caràcter gens escrupolós, que també li produí molts problemes.
D'Àustria passà a Itàlia i d'aquí a Rússia, tornant després a la seva pàtria. Es jubilà als 50 anys en ple domini del seu talent i extraordinàries facultats.
La seva germana, Francesca Gabrielli, també era mezzosoprano.